# Ostatnia droga Temeraire’a
Ostatnia droga Temeraire’a (ang. The Fighting Temeraire tugged to her last berth to be broken up) – obraz brytyjskiego malarza Williama Turnera, namalowany w roku 1839. Wystawiany na stałe w National Gallery w Londynie.

## Opis obrazu
Obraz przedstawia okręt HMS „Temeraire” w trakcie holowania na miejsce rozbiórki. Okręt znajduje się z lewej strony obrazu za, będącym na pierwszym planie, holownikiem parowym. Okręt przedstawiony jest w jasnych barwach, nieco rozmyty w kontraście do ciemnego, mocno zarysowanego holownika. Na obrazie widać również zachodzące słońce i księżyc w pierwszej kwadrze.
Obraz symbolizuje zmierzch epoki wielkich żaglowców i nadejście epoki pary.
Według Oksfordzkiego Słownika Języka Angielskiego (Oxford English Dictionary) Turner, nadając tytuł obrazowi, po raz pierwszy użył w angielszczyźnie określenia „holowany” (tugged), rozpowszechniając w ten sposób nieznane wcześniej słowo „holownik, holować” (tug).

## Rys historyczny
HMS „Temeraire” był jednym z okrętów biorących udział w bitwie pod Trafalgarem w 1805 r. W trakcie bitwy odegrał znaczącą rolę m.in. osłaniając okręt flagowy HMS „Victory”. W następnych latach okręt służył na Morzu Śródziemnym i na Bałtyku. W latach 1813–1819 służył jako okręt więzienny. W 1838 r. został sprzedany do rozbiórki i skreślony z rejestru floty.

## W kulturze
W 2005 roku, w głosowaniu zorganizowanym przez BBC Radio 4 został wybrany jako najwspanialszy obraz w Wielkiej Brytanii.